# Emily Lovett Cameron
Emily Lovett Cameron, née en 1844, est une écrivaine et romancière britannique. Elle a écrit plus de 14 romans à trois volumes (Three-volume novel).